# Dschihad
Der Begriff Dschihad [dʒiˈhaːd] (arabisch جهاد Dschihād, DMG ǧihād ‚Anstrengung, Kampf, Bemühung, Einsatz‘; auch Djihad, Cihad/Cihat oder gelegentlich in der englischen Schreibweise Jihad) bezeichnet im religiösen Sinne ein wichtiges Konzept der islamischen Religion, „die Anstrengung/den Kampf auf dem Wege Gottes“ (al-dschihādu fī sabīli Llāh / الجهاد في سبيل الله / al-ǧihādu fī sabīli Llāh). Ihren Ursprung hat die Dschihadlehre im Koran und der Sunna Mohammeds (siehe #Dschihad im Koran).
Etymologisch bezeichnet der Begriff eine auf ein bestimmtes Ziel gerichtete Anstrengung. Im Koran und der Sunna bezeichnet dieser Begriff primär den militärischen Kampf. Aus dem Koran geht nicht eindeutig hervor, ob es sich dabei um einen universellen Kampf gegen Andersgläubige handelt oder dieser Kampf nur defensive Ziele verfolgt: „Das vorhandene Schriftmaterial bedarf der Interpretation, wobei die Haltung der Interpreten von entscheidender Bedeutung ist, die maßgeblich von den unterschiedlichen politischen und gesellschaftlichen Rahmenbedingungen geprägt wurde und wird.“
Nach klassischer islamischer Rechtslehre (Fiqh), deren Entwicklung in die ersten Jahrhunderte nach dem Tode Mohammeds zu datieren ist, dient dieser Kampf der Erweiterung und Verteidigung islamischen Territoriums, bis der Islam die beherrschende Religion ist. In seiner späteren Entwicklung sowie insbesondere im Zuge der Moderne haben muslimische Gelehrte begonnen, nichtmilitärische Aspekte dieses Kampfes zu betonen (Siehe Absatz unten: Nichtmilitärische Auslegungen des Dschihadbegriffs). Muslimische Autoren der Moderne sehen ausschließlich solche Kriege als legitim an, die der Verteidigung islamischer Staaten, der Freiheit der Muslime, den Islam außerhalb dieser zu verkünden, und dem Schutz der Muslime unter nichtislamischer Herrschaft dienen. Dem entspricht ihre Auslegung entsprechender Koranverse.
Der Dschihad stellt als eines der Grundgebote des islamischen Glaubens und eine allen Muslimen auferlegte Pflicht ein wichtiges Glaubensprinzip des Islam dar. Manche sunnitische Gelehrte rechnen den Dschihad als sechste zu den „fünf Säulen des Islams“.
Die Charidschiten zählten den Dschihad zu den fünf Grundpfeilern des Islam.
Die Zwölfer-Schia kennt bis zum Erscheinen des sogenannten verborgenen Imams, Muhammad ibn Hasan, keinen Dschihad zur Erweiterung des islamischen Herrschaftsbereichs, da erst dieser berechtigt ist, diesen zu führen. Die Verteidigung des eigenen Territoriums ist für die Zwölferschiiten dennoch nach wie vor verpflichtend, was allerdings nicht als Dschihad verstanden wird.

Die entsprechende Rechtslehre hat es verstanden, angesichts militärischer Notwendigkeit Wege um diese Regelung zu finden, so dass auch Kriege in Abwesenheit des verborgenen Imam rechtliche Legitimierung erhalten konnten.
Im europäischen Sprachraum wird der Begriff öfter mit dem Ausdruck Heiliger Krieg übersetzt. Dem entgegnen muslimische Autoren, dass Dschihad semantisch nicht nur Kriegsführung bezeichne, es nichtmilitärische Bedeutungen des Dschihadbegriffs gebe und sehen deshalb eine derartige Übersetzung als falsch an und lehnen sie ab.
In der Islamwissenschaft ist eine Umschreibung des Dschihad als Heiliger Krieg im Sinne eines von Gott vorgeschriebenen, seinetwegen geführten und von ihm belohnten Krieges gängig. Eine Gleichsetzung beider Begriffe als solcher stößt in der Forschung allerdings oft auf Ablehnung.

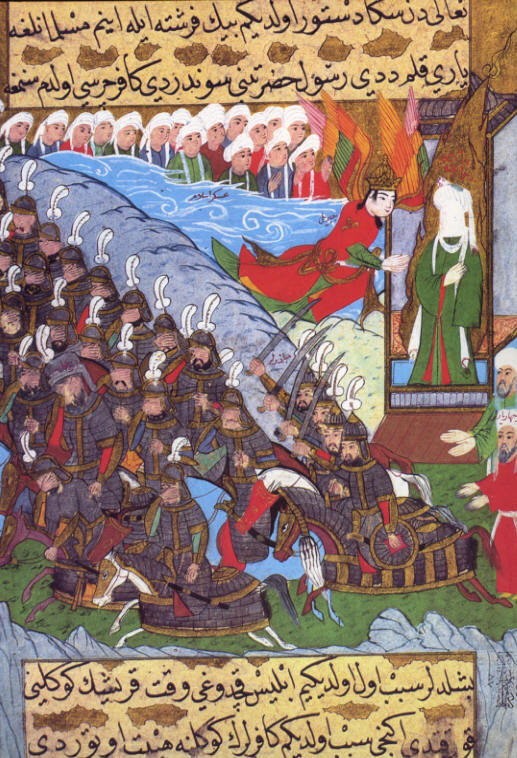
Illustration der Schlacht von Badr (624) im Siyer-i Nebi. Die darin dargestellten Engelsscharen mitsamt Gabriel (Dschibrīl) sind gemäß dem islamischen Schrifttum dem muslimischen Heer zu Hilfe geeilt.

Dschihad ist zudem ein arabischer Vorname, dessen Gebung auch in anderen Schreibweisen im deutschen Sprachraum gesetzlich erlaubt ist.

## Dschihad im Koran
Seinen Ursprung hat die Dschihadlehre im Koran und der Sunna Mohammeds. In diesen Quellen wird der Begriff im militärischen Sinne, als Kampf gegen einen Feind verstanden. Die entsprechenden Koranverse wurden vor dem Hintergrund der Auseinandersetzung des Propheten und seiner Anhängerschaft mit ihren polytheistisch-arabischen sowie jüdischen und christlichen Gegnern offenbart. Diese Verse sowie die Mohammed zugeschriebenen Aussprüche und Taten, seine Sunna, bildeten die primäre Grundlage für die spätere Entwicklung der Dschihadlehre im islamischen Recht.

Im Koran kommt das Nomen Dschihad viermal vor. Zusammen mit seinen unterschiedlichen Verbformen ist es im Koran fünfunddreißig Mal vorzufinden. Dem folgt meist der Zusatz „auf dem Wege Gottes“, „mit Gut und Blut“ oder eine Kombination beider:

„Diejenigen, die glaubten und ausgewandert sind und sich mit ihrem Vermögen und mit ihrer eigenen Person auf dem Weg Gottes eingesetzt haben, sind untereinander Freunde. […]“

 Bei der Benutzung eines dieser bzw. beider Zusätze ist stets ein bewaffneter Kampf gemeint.

Zu Beginn seiner prophetischen Karriere schloss sich Mohammeds Anhängerschaft aus wenigen, meist einflussarmen Personen zusammen. Als Mohammed den Götzenkult der Quraisch zu kritisieren begann, kam es zu Verspottungen der Heilsbotschaft des Propheten bis hin zu offenen Ausschreitungen gegenüber den Anhängern der neuen Glaubensgemeinschaft von Seiten der heidnischen Mekkaner. Ein Gebot zum Kampf gegen diese existierte vor der Auswanderung Mohammeds nach Medina, der Hidschra, noch nicht. Aufgrund ihrer völligen Unterlegenheit blieb der damaligen Gemeinschaft Mohammeds nichts anderes übrig, als die Unterdrückung von Seiten der Quraisch ohne Gegenwehr zu ertragen und sie möglichst zu ignorieren:

„Und verkünde laut, was dir befohlen wird, und wende dich von den Polytheisten ab. Wir schützen dich vor den Spöttern, die Gott einen anderen Gott zur Seite stellen. Sie werden es noch zu wissen bekommen.“

 Auch in der Zeit unmittelbar nach der Ankunft der Muhādschirūn, der aus Mekka stammenden muslimischen „Auswanderer“, in Yathrib wurde die Anhängerschaft Mohammeds vor einer militärischen Konfrontation mit den Mekkanern zurückgehalten. Bestätigt wird dies unter anderem durch folgenden Koranvers, in dem es retrospektiv darauf Bezug nehmend heißt:

„Hast du nicht jene gesehen, zu denen man (anfänglich) sagte: ‚Haltet eure Hände (vom Kampf) zurück und verrichtet das Gebet und gebt die Almosensteuer?‘ Als ihnen dann (später) vorgeschrieben wurde, zu kämpfen, fürchtete auf einmal ein Teil von ihnen die Menschen, wie man Gott fürchtet oder (gar) noch mehr. (…)“

 Erst in den Folgemonaten wurde der Vers offenbart, den die islamische Koranexegese mehrheitlich als den ersten Aufruf zum Kampf ansieht:

„Erlaubnis (zum Kampf) ist denen gegeben, die bekämpft werden, weil ihnen ja Unrecht getan wurde – und Gott hat gewiß die Macht, sie zu unterstützen – (ihnen), die zu Unrecht aus ihren Wohnstätten vertrieben wurden, nur weil sie sagen: Unser Herr ist Gott. (…)“

 Der Krieg der Muslime auf der Arabischen Halbinsel durchlief mehrere Phasen und mündete schließlich in einem allgemeinen Kampf gegen die arabischen Götzendiener zum einen …:

„Und wenn die heiligen Monate abgelaufen sind, dann tötet die Polytheisten, wo immer ihr sie findet, greift sie, belagert sie und lauert ihnen auf jedem Weg auf. Wenn sie umkehren, das Gebet verrichten und die Abgabe entrichten, dann laßt sie ihres Weges ziehen: Gott ist voller Vergebung und barmherzig.“

… und die Schriftbesitzer, die Juden und Christen, auf der Halbinsel zum anderen:

„Kämpft gegen diejenigen, die nicht an Gott und den jüngsten Tag glauben und nicht verbieten (oder: für verboten erklären), was Gott und sein Gesandter verboten haben, und nicht der wahren Religion angehören – von denen, die die Schrift erhalten haben – (kämpft gegen sie), bis sie kleinlaut aus der Hand (?) Tribut entrichten!“

Diese Koranverse, auch bekannt als die Schwertverse, wurden in der klassischen Koranexegese mehrheitlich als Aufruf zu einem allgemeinen Kampf gegen die nichtmuslimische Welt verstanden. Einzelne Koranexegeten dieser Periode haben indes den letzteren Koranvers lediglich auf die Schriftbesitzer der arabischen Halbinsel bezogen.
Die Auswanderer aus Mekka, denen in Yathrib mehrheitlich jegliche finanzielle Grundlage fehlte, folgten dem altarabischen Brauch der Razzia und begannen Karawanen der Quraisch zu überfallen und zu plündern. Die Übernahme dieses schon zu vorislamischen Zeiten gängigen Konzepts der Karawanenüberfälle, die nun als Dschihad bezeichnet wurden, beschränkte sich nicht auf einen Namenswechsel: Während solche Raubzüge zuvor einen Angriff eines Stammes gegen einen anderen ungeachtet ihres damaligen Verhältnisses bedeuteten, war Dschihad der Kampf einer religiösen Gemeinschaft gegen Andersgläubige. Damit einhergehend expandierte diese Gemeinschaft, da ein Stamm von diesen Feldzügen nicht mehr betroffen war, sobald er den Islam annahm. „Es war dieses 'religiöse' [sic] Wesen des Dschihad, das die Energien der Araber auf so eine Weise lenkte, dass sie in weniger als einem Jahrhundert ein Imperium begründeten, das sich vom Atlantik und den Pyrenäen im Westen bis zum Oxus und dem Punjab im Osten erstreckte. Es scheint so gut wie sicher zu sein, dass diese Expansion sich ohne das Dschihadkonzept nicht ereignet hätte.“
Die Tatsache, dass in einzelnen Koranversen das Verb dschahada (dt.: „sich anstrengen“, „kämpfen“) ohne einen der weiter oben erwähnten Zusätze benutzt wird, legt dar, dass diese Karawanenüberfälle zunächst keinen religiösen Charakter hatten. So heißt es zum Beispiel in Sure 16, Vers 110:

„Alsdann wird dein Herr jenen, welche nach Prüfungen auswanderten und alsdann kämpften und standhaft waren – siehe, dein Herr wird hernach wahrlich verzeihend und barmherzig sein.“

Dieser religiöse Charakter, gewöhnlicherweise durch einen solchen Zusatz gekennzeichnet, sei – so Watt – den Überfällen erst später hinzugefügt worden, als Mohammed eine Beteiligung der medinensischen Muslime, der sogenannten Helfer, an den Raubzügen zu verlangen begann und entsprechende Koranverse offenbart wurden:

„O ihr, die ihr glaubt, fürchtet Gott und sucht ein Mittel, zu Ihm zu gelangen, und setzt euch auf seinem Weg ein, auf daß es euch wohl ergehe.“

Die Helfer hatten sich bis dahin nur dazu verpflichtet, den Muslimen aus Mekka bei einem Angriff der Quraisch militärisch beizustehen und die jeweiligen Quellen, darunter mehrere Koranverse, machen klar, dass bis zur Schlacht von Badr im Jahre 624 n. Chr. sich hauptsächlich bis ausschließlich Emigranten an den jeweiligen Karawanenüberfällen beteiligt hatten.
Im Zuge dieser Raubzüge kam es zu militärischen Konfrontationen größeren Ausmaßes zwischen den Quraisch und den Anhängern Mohammeds, die erst 628 n. Chr. temporär durch einen Friedensvertrag, den sogenannten Vertrag von al-Hudaibiya, beendet wurden. Auf den Bruch dieses Vertrags von Seiten der Mekkaner folgte die Eroberung Mekkas 630 n. Chr. Als Mohammed am achten Juni 632 n. Chr. verstarb, erstreckte sich der islamische Herrschaftsbereich über die gesamte Arabische Halbinsel.
Siehe auch: Mohammed#Die medinensische Periode der Prophetie (622–630)

Der Koran nimmt mehrmals Bezug auf den Kampf gegen Ungläubige. Viele Verse fordern die Muslime zum Kampf auf und versprechen den Gefallenen unter ihnen Belohnungen im Jenseits. 

„Und du darfst ja nicht meinen, daß diejenigen, die um Gottes willen getötet worden sind, (wirklich) tot sind. Nein, (sie sind) lebendig (im Jenseits), und ihnen wird bei ihrem Herrn (himmlische Speise) beschert.“

 Die muslimischen Kommentatoren sind sich uneinig darüber, ob die Märtyrer des Kampfes erst am Ende der Zeit das Leben wiedererlangen (so die Mu'taziliten) oder bereits jetzt als lebendig gelten sollen. Für die Vertreter der zweiten Meinung gilt, dass die Seelen der Märtyrer weiterleben und Gott loben und verehren.

Der Koran droht den “Heuchlern”, die sich nicht am Kampf beteiligen, mit Höllenstrafen: 

„Diejenigen, die zurückgelassen worden sind (anstatt ins Feld mitgenommen zu werden), freuen sich darüber, daß sie hinter dem Gesandten Gottes (oder: im Gegensatz zum Gesandten Gottes) (der seinerseits ausgerückt ist) daheim geblieben sind. Es ist ihnen zuwider, mit ihrem Vermögen und in eigener Person um Gottes willen Krieg zu führen (w. sich abzumühen), und sie sagen: ‚Rückt (doch) nicht in der Hitze aus!‘ Sag: Das Feuer der Hölle ist heißer (als die Sommerhitze, in der dieser Feldzug stattfindet). Wenn sie doch Verstand annehmen würden! Sie werden nur kurz (w. wenig) zu lachen, aber (dereinst) lange (w. viel) zu weinen haben. (Dies geschieht ihnen) zum Lohn für das, was sie begangen haben.“

 Weitere Verse behandeln kriegsrechtliche Fragen, wie beispielsweise die Behandlung von Kriegsgefangenen, den Ausschluss vom Kriegsdienst oder Waffenstillstände.

Zwei Textstellen im Koran sprechen vom „Abmühen um Gottes Willen“: Sure 29, Vers 69: 

„Diejenigen aber, die sich um unseretwillen abmühen (…), werden wir unsere Wege führen. Gott ist mit denen, die fromm sind.“

 … sowie Sure 22, Vers 77–78: 

„Ihr Gläubigen! Verneigt euch (beim Gottesdienst), werft euch (in Anbetung) nieder, dienet eurem Herrn und tut Gutes! Vielleicht wird es euch (dann) wohl ergehen. Und müht euch um Gottes willen ab, wie es sich gehört! (…)“

Diese Verse können als Aufforderung zur Bemühung, um sich „den bösen Gelüsten und Verführungen entgegenzustemmen“ interpretiert werden. Die klassische Koranexegese hat sie allerdings auf Kriegsführung bezogen.
Ob der Koran Krieg nur zum Zweck der Verteidigung sanktioniert oder einen allgemeinen Kampf gegen Andersgläubige vorsieht ist unklar und obliegt der Exegese, da die Absichten und Ziele des Dschihad aus dem Koran nicht eindeutig hervorgehen. Die darin enthaltenen Kriegsverordnungen haben eher den Charakter der Werbung von Kämpfern und behandeln keine kriegsethischen Fragen.

## Dschihad in der Hadith-Literatur
Neben dem Koran behandeln auch die maßgeblichen Hadithsammlungen den Dschihad, die jeweils ein ganzes Kapitel zu diesem Thema enthalten. Darin enthaltene, auf Mohammed zurückgeführte Überlieferungen behandeln unter anderem die Vorzüge des Kampfes auf dem Wege Gottes, die jenseitige Belohnung derjenigen, die sich an diesem Kampf beteiligen und vor allem derjenigen, die bei diesem Kampf ums Leben kommen.
So wird in der kanonischen Hadithsammlung Bucharis folgender dem Propheten zugeschriebener Ausspruch im Kapitel über den Einsatz für die Sache Gottes verzeichnet:

„Ein Mann kam zum Gesandten Gottes […] und sagte: ‚Nenn mir ein Werk, das dem Einsatz für die Sache Gottes hinsichtlich des Lohnes, den wir von Gott dafür zu erwarten haben, gleichkommt!‘ Der Prophet […] erwiderte: ‚Ich kenne kein solches Werk! Oder bist du etwa in der Lage, während der Zeit, da der Glaubenskämpfer für die Sache Gottes streitet, in der Moschee im Gebet zu verweilen, ohne zu ermüden, und gleichzeitig zu fasten, ohne es zu brechen?‘ Der Mann sagte: ‚Nein. Wer wäre dazu schon in der Lage!‘“

In der Aussage diesem Hadith ähnlich wird folgender Ausspruch auf den Propheten zurückgeführt:

„Niemand im Paradies möchte wieder zurückkehren, mit Ausnahme des Märtyrers, der im Kampf für die Sache Gottes gefallen ist. Er möchte auf die Erde zurückkehren, um noch zehnmal getötet zu werden, nach all den Ehrenbezeigungen, die ihm im Paradies zuteil wurden.“

Hier verbindet sich die Lehre vom Dschihad, dem bewaffneten Kampf, mit dem Gedanken des Martyriums. Das islamische Schrifttum ist in und außerhalb der kanonischen Hadithsammlungen des 9. Jahrhunderts reich an Werken über den Dschihad und über die Vorzüge desselben als religiöse Pflicht.
Entsprechende Traditionen behandeln auch kriegsrechtliche Fragen, wie die Behandlung von Gefangenen oder das Verbot, Frauen und Kinder zu töten.

## Dschihad im klassischen islamischen Recht
Im Zuge der Entwicklung des islamischen Rechts in den ersten Jahrhunderten nach dem Tode des Propheten haben muslimische Rechtsgelehrte die Doktrin des Dschihad ausgearbeitet. Fast alle klassischen islamischen Rechtsbücher enthalten deshalb auch ein eigenes Kapitel zum Dschihad. Zu den mittelalterlichen juristischen Autoren, deren Dschihad-Kapitel bereits in europäischen Übersetzungen vorliegen, gehören Ibn Abī Zaid al-Qairawānī (gest. 996), Ibn Tūmart (gest. 1130), Averroes (gest. 1198) und Ibn Taimīya (gest. 1328). Das Kapitel zum Dschihad in dem Rechtshandbuch al-Muqaddimāt al-mumahhadāt des andalusischen Gelehrten Ibn Ruschd al-Dschadd (gest. 1126) ist von Janina Safran ausgewertet worden.

### Definitionen und Ziele des Dschihad
Die gängige sprachtechnische Definition des Dschihadbegriffs in den jeweiligen Rechtswerken ist „sich so sehr anzustrengen, wie es einem möglich ist“, während man die Dschihadpflicht im rechtlichen Sinne als Kampf gegen die Ungläubigen verstanden hat. Von der großen Mehrheit der klassischen muslimischen Theologen, Juristen und Traditionarier wurde der Dschihadbegriff im militärischen Sinne verstanden. Ausnahmen bildeten einzelne Theologen schiitischer Zugehörigkeit, die zwischen einem größeren Dschihad als innerseelischem Kampf und einem kleineren Dschihad im eben beschriebenen Sinne unterschieden. (Siehe dazu den Absatz Nichtmilitärische Auslegungen des Dschihadbegriffs)
In der islamischen Rechtsprechung stellt der Dschihad die einzig zulässige Form eines Krieges gegen Nichtmuslime dar. Neben dem Kampf gegen die Ungläubigen ist ein Krieg gegen vom Islam Abgefallene, Aufrührer und Fahnenflüchtige sowie Straßenräuber legitim. Als Dschihad im Sinne einer religiösen Pflicht gilt nur der Krieg gegen Nichtmuslime und Apostaten. Mit den juristischen Fragen der Kriegsführung beschäftigt sich ein eigenständiger Zweig der islamischen Rechtsprechung, die Siyar-Literatur, das islamische Völkerrecht.

Als unmittelbare Ziele des Dschihad galten die Stärkung der islamischen Religion, der Schutz der Muslime und die Beseitigung des Unglaubens auf der Welt mit dem Ziel einer islamischen Vormachtstellung auf dem gesamten Globus. Als Grundlage dafür dienten Koranverse wie der Folgende: 

„Er ist es, der seinen Gesandten mit der Rechtleitung und der wahren Religion geschickt hat, um ihr zum Sieg zu verhelfen über alles, was es (sonst) an Religion gibt – auch wenn es den Heiden (d. h. denen, die (dem einen Gott andere Götter) beigesellen) zuwider ist.“

 Eine Zwangsbekehrung oder Vernichtung der Nichtmuslime war hingegen nicht vorgesehen.
Unter den Nichtmuslimen sind die Polytheisten zu bekämpfen, bis sie den Islam annehmen; die Schriftbesitzer haben neben der Möglichkeit zur Konversion auch das Recht, mit dem muslimischen Herrscher einen Dhimma-Vertrag zu schließen. Letzteres war ursprünglich nur Juden, Christen und Sabäern vorbestimmt. Im Laufe der islamischen Expansion hat man indes das Angebot der Dhimma auch auf andere Religionsgemeinschaften, wie beispielsweise die Zoroastrier oder die Hindus, ausgeweitet, so dass letzten Endes alle Nichtmuslime schlechthin dazu befähigt waren, einen Dhimma-Vertrag mit den muslimischen Eroberern zu schließen.
Die schiitische Dschihadlehre unterschied sich von der gängigen sunnitischen hauptsächlich dadurch, dass nach schiitischem Verständnis nur der verborgene Imam dazu befähigt ist, einen Dschihad zur Ausweitung des islamischen Machtbereichs zu führen; eine Verteidigung vor feindlichen Angriffen war zwar erlaubt, ist aber kein Dschihad in solchem Sinne. Anderweitig bestanden dahingehend keine größeren Diskrepanzen.
Aufgrund der Meinungsvielfalt unter den Gelehrten ist es nicht möglich, von einer einheitlichen klassischen Dschihadlehre zu sprechen. Die entsprechenden Angaben in diesem Artikel stellen lediglich Grundlagen der Kriegsführung dar, die unter den Rechtsschulen allgemein als solche anerkannt waren.

### Dar al-Islam und Dar al-Harb
Von grundlegender Bedeutung für das klassisch-islamische Völkerrechtsverständnis ist die Einteilung der Welt in ein Haus des Islam (Dār al-Islām) und ein Haus des Krieges (Dār al-Harb). Während ersteres alle Gebiete unter islamischer Herrschaft bezeichnet, gilt jedes Land außerhalb des islamischen Herrschaftsbereichs als zum Haus des Krieges zugehörig. Es gilt als Pflicht der islamischen Gemeinschaft, möglichst große Teile des Dar al-Harb auf militärischem Wege dem Dar al-Islam einzuverleiben.
Es ist zu betonen, dass einer anderen, ebenfalls bereits im theologischen Diskurs des Mittelalters beispielsweise von An-Nawawi und al-Māwardī vertretenen Ansicht zufolge eine Gegend bereits dann als Dār al-Islām gilt, wenn Muslimen in ihr die freie Ausübung ihrer Religion möglich ist. Dies gilt dieser Ansicht zufolge ausdrücklich auch dann, wenn das fragliche Gebiet nicht unter muslimischer Herrschaft steht.
Die schafiitische Rechtsschule nennt noch eine weitere Kategorie: Das Haus des Vertrags (Dar al-Ahd). Als solches gelten Gebiete, deren nichtmuslimische Bewohner ein Waffenstillstandsabkommen mit den Muslimen unter der Bedingung geschlossen haben, dass sie ihre Gebiete behalten und stattdessen jährlich einen bestimmten Geldbetrag oder eine bestimmte Anzahl an Gütern zahlen würden.
Als einzige der vier sunnitischen Rechtsschulen legt die hanafitische fest, unter welchen Umständen ein zum Haus des Krieges zugehöriges Gebiet zum Haus des Islam zugehörig wird und umgekehrt. Zum Haus des Islam wird nach allgemein anerkannten Regelungen ein Gebiet, wenn es sich unter islamischer Herrschaft befindet und das islamische Recht, die Scharia, dort angewandt wird. In Bezug darauf, wann ein zuvor dem Haus des Islam zugehöriges Gebiet als Teil des Hauses des Krieges zu gelten hat, hat der muslimische Rechtsgelehrte Abu Hanifa, auf den die Schule der Hanafiten zurückgeht und dessen diesbezügliche Meinung in der hanafitischen Rechtsschule dominiert, folgende Bedingungen festgesetzt:
1. Das Recht der Ungläubigen wird angewandt, islamische Gesetze verlieren ihre Geltung;
2. Das jeweilige Gebiet grenzt an das Haus des Krieges;
3. Die ursprüngliche Schutzgarantie für Leben und Besitz der Muslime und Dhimmis wird aufgehoben, ungeachtet der Tatsache, ob der neue Herrscher ihnen Schutz gewährt oder nicht.

Diese Bedingungen können erfüllt werden, wenn ein Teil des Hauses des Islam erobert wird oder eine Gruppe von Dhimmis ihren Vertrag mit den Muslimen aufkündigt.

### Der Dschihad als religiöse Pflicht
Die militärische Expansion des Dar al-Islam ist eine kollektive Pflicht der islamischen Gemeinschaft, d. h., dass, sofern eine ausreichende Anzahl an Truppen bereitsteht, der Rest aller Muslime von dieser Pflicht befreit ist. Sofern sich niemand am Dschihad beteiligt, sündigt die gesamte islamische Gemeinschaft. Der jeweilige muslimische Herrscher hat die Pflicht, mindestens einmal im Jahr den Dar al-Harb anzugreifen. Sofern dies aus irgendeinem Grund vorerst nicht möglich sein sollte, ist es ihm erlaubt, dieses jährliche Unternehmen zu verschieben. (Vgl. Absatz unten: Hudna)
Zu einer individuellen Pflicht wird der Dschihad im Verteidigungsfall, wobei jede wehrfähige Person im angegriffenen Gebiet zu kämpfen hat. Sofern ihre militärische Stärke nicht ausreichen sollte, gilt diese Pflicht auch den jeweiligen benachbarten Gebieten. Des Weiteren wird der Kampf zur individuellen Pflicht der jeweiligen Personen, wenn der Kalif sie zum Kriegsdienst bestimmt oder sie einen Schwur leisten, am Dschihad teilzunehmen.
Ausgeschlossen vom Kriegsdienst sind unter anderem Frauen, Kinder, Sklaven, körperlich oder geistig Behinderte sowie Personen, die aus materiellen Gründen nicht teilnehmen können. Als Begründung für diese Ausnahmebedingungen zitieren die jeweiligen Rechtsgelehrten entsprechende Koranverse beziehungsweise Überlieferungen von Aussprüchen, die dem Propheten zugeschrieben werden.

### Rechtliche Bestimmungen in der Kriegsführung
Das islamische Völkerrecht sah vor, dass dem Kampf gegen die nichtmuslimischen Feinde die Aufforderung an diese, den Islam anzunehmen oder – im Falle von Schriftbesitzern – im Gegenzug zur Zahlung der Dschizya in ihrer Religion zu verbleiben (siehe Dhimma), vorausging. Eine Grundlage hierfür bildete Sure 17, Vers 15, wo es heißt:

„… Und wir hätten nie (über ein Volk) eine Strafe verhängt, ohne vorher einen Gesandten (zu ihm) geschickt zu haben.“

Diese Aufforderung vor der Kampfhandlung war zudem Sunna des Propheten als auch seiner unmittelbaren Nachfolger.
Die klassische islamische Völkerrechtslehre verbot zudem – auch auf Basis von Koranversen beziehungsweise Prophetensprüchen – bestimmte Taten während der Kampfhandlungen, darunter die Tötung von Nichtkombattanten wie Frauen, Kindern oder Mönchen (sofern sie sich nicht am Kampf beteiligen), die Verstümmelung sowohl menschlicher als auch tierischer Leichen, Vertragsbruch, die unnötige Zerstörung fremden Guts sowie die Tötung von Geiseln.
In den entsprechenden Rechtswerken werden neben diesen auch andere kriegstechnische Fragen behandelt, wie zum Beispiel die Behandlung von Kriegsgefangenen oder die Verteilung von Beute.

### Schließung von Friedensverträgen
Die historischen Verträge zwischen den muslimischen Eroberern und den Bevölkerungen der jeweiligen Gebiete sind in den Geschichtswerken, bei at-Tabari und al-Baladhuri – um hier nur die frühesten Kompilationen zu nennen –, überliefert und in der Forschung mehrfach erörtert worden. Im Allgemeinen verzeichnen diese Verträge die Sicherheitsgarantie für Leben und Besitz, die Gewährung freien Abzugs für diejenigen, die nicht unter islamischer Herrschaft leben wollen, aber auch die Verpflichtung, Kirchen und Befestigungsanlagen nicht zu zerstören. (Siehe auch: Dhimma)

#### Hudna
Das klassisch-islamische Recht sah den Kriegszustand als den gewöhnlichen Zustand der Beziehungen zwischen dem Dār al-Islām und dem Dār al-Harb an. Ein zeitlich unbegrenztes Friedensabkommen mit Letzterem sah es nicht vor. Für einen bestimmten Zeitraum konnte der Kriegszustand durch einen Waffenstillstand, eine sogenannte hudna, eingestellt werden. Die Dauer solcher Verträge ist in den Rechtsschulen nicht einstimmig festgelegt. Von den Hanafiten abgesehen darf nach jeder Rechtsschule ein solcher Vertrag nur temporäre Geltung besitzen.

Ausschlaggebend für das Konzept der hudna ist unter anderem Sure 9, Vers 1, in der „eine bindende Abmachung“ mit den Heiden erwähnt wird …:

„Eine Aufkündigung (…) von seiten Gottes und seines Gesandten (gerichtet) an diejenigen von den Heiden (…), mit denen ihr eine bindende Abmachung eingegangen habt (…)“

 … sowie Sure 8, Vers 61:

„Und wenn sie (d. h. die Feinde) sich dem Frieden zuneigen, dann neige (auch du) dich ihm zu (und laß vom Kampf ab)! Und vertrau auf Gott! Er ist der, der (alles) hört und weiß.“

 Ferner war der 628 geschlossene Vertrag Mohammeds mit den Mekkanern bei al-Hudaibiya, bei dem ein zwei-, nach anderen Quellen ein zehnjähriges Waffenstillstandsabkommen abgeschlossen wurde, von entsprechender Bedeutung.

#### Aman
Einem außerhalb des islamischen Herrschaftsbereichs lebenden Nichtmuslim ist es möglich, durch einen sogenannten aman, eine Schutzerklärung eines Muslims, als Musta'min auf islamischem Gebiet ohne jegliche Steuerverpflichtungen zu verweilen, solange er dort keine permanente Residenz begründet. Als rechtliche Grundlage dient hierfür Sure 9, Vers 6:

„Und wenn einer von den Heiden dich um Schutz angeht, dann gewähre ihm Schutz, damit er das Wort Gottes hören kann! Hierauf laß ihn (unbehelligt) dahin gelangen, wo er in Sicherheit ist! Dies (sei ihnen zugestanden), weil es Leute sind, die nicht Bescheid wissen.“

### Dschihad und Glaubensfreiheit
Dem Angriff gegen den nichtmuslimischen Feind ging das Angebot voraus, zum Islam überzutreten oder einen Dhimma-Vertrag zu schließen. Eine Zwangsbekehrung zum Islam sieht die Dschihadlehre nicht als Zweck des Kampfes an. Die in Sure 2, Vers 256 formulierte Norm „In der Religion gibt es keinen Zwang“, die einigen klassischen Korankommentaren zufolge durch spätere Koranverse wie den Schwertvers abrogiert worden ist, und die Dschihad-Theorie vom bewaffneten Kampf gegen Ungläubige schließen sich gegenseitig nicht zwangsläufig aus, da den Nichtmuslimen Religionsfreiheit nach ihrer Niederlage gewährt werden konnte. Klassische Korankommentatoren, die den Vers nicht als abrogiert ansahen, tendierten dazu, zu argumentieren, dass sich der Vers nur auf die Schriftbesitzer beziehe, denen die Möglichkeit offenstand, als Dhimmis unter muslimischer Autorität zu leben, ohne zum Islam zu konvertieren.
Der Dschihad zwecks Konversion beschränkte sich lediglich auf die frühislamische Zeit, auf die Unterwerfung der arabischen Stämme zur Zeit Mohammeds und kurz nach seinem Tode. Diese Auffassung im klassischen islamischen Recht war zwar nicht unumstritten, jedoch wird sie in der Moderne im Allgemeinen als geltende Norm akzeptiert.
Der tunesische Gelehrte und Koranexeget Tahir ibn Āschūr (1879–1970) harmonisiert den Inhalt der Sure 2:256 und die religiöse Pflicht des Dschihad wie folgt: Der Vers sei zur Zeit nach der Eroberung Mekkas 630 n. Chr. offenbart worden und abrogiere alle Verse und Prophetensprüche, denen zufolge das Kriegsziel die Konversion der Bekämpften sei. Seit der Offenbarung dieses Verses habe sich das Kriegsziel dahingehend geändert, dass es nicht mehr die Konversion, sondern die Unterwerfung der Bekämpften und ihre Akzeptanz islamischer Dominanz ist. Einen ähnlichen Standpunkt vertrat der syrische Gelehrte al-Qāsimī (1866–1914).

## Nichtmilitärische Auslegungen des Dschihadbegriffs
Während sowohl Koran als auch Sunna sowie die Mehrheit der klassischen Gelehrten unter Dschihad primär bzw. ausschließlich eine militärische Betätigung verstanden, entstanden im Verlauf ihrer Entwicklung auch nichtmilitärische Auslegungen der Dschihadlehre. Dies geschah insbesondere im Zuge tiefgreifender politischer Veränderungen wie der Kolonialisierung großer Teile der islamischen Welt, der Aufhebung des Kalifats und der Entwicklungen der Moderne.
Einzelne schiitische Theologen der klassischen Zeit unterschieden zwischen dem sogenannten größeren Dschihad im Sinne eines spirituellen Kampfes gegen innere Gelüste und dem kleineren Dschihad im Sinne einer militärischen Konfrontation gegen einen äußeren Feind. Dem entspricht die Betonung nichtmilitärischer Aspekte der Dschihadpflicht vieler gegenwärtiger muslimischer Autoren, als auch muslimischer Asketen und Mystiker.
Postklassische Juristen haben den Begriff in vier Arten unterteilt:
- Den Dschihad des Herzens (dschihad bi l-qalb) als innerer, spiritueller Kampf gegen Untugend, Verführung zu moralisch verwerflichen Taten und Ignoranz.
- Den verbalen Dschihad (dschihad bi l-lisan) durch das ständige Sprechen der Wahrheit und die Verbreitung des Islams auf friedlichem Wege. Hierzu gehört auch das öffentliche Sprechen der Wahrheit (haqq) unter einem ungerechten Herrscher.[101]
- Den Dschihad durch Taten, d. i. durch richtiges moralisches Verhalten (dschihad bi l-yad): Das Rechte gebieten und das Verwerfliche verbieten.
- Den Dschihad des Schwertes, als militärischer Kampf auf dem Wege Gottes.

Mit diesem Verständnis richtet sich der Dschihad gegen das eigene Ich, gegen die „Triebseele“ (an-nafs al-ammāra bi 'l-sūʾ). Die Durchsetzung der Anweisung, das Rechte zu gebieten und das Verwerfliche zu verbieten, geschieht „mit der Zunge, mit der Hand und mit dem Schwert, je nachdem, wozu man imstande ist“. Die Asketen sehen im Kampf gegen sich selbst (mudschahadat an-nafs) das höchste Ideal.
Ein bekanntes Beispiel für derartige Auslegungen aus der Moderne war Präsident Habib Bourguibas Verkündung, dass der Kampf gegen die ökonomische Dekadenz Tunesiens als Dschihad anzusehen war. Da ein Mudschahed, ein sich am Dschihad Beteiligender, von der Pflicht im Ramadan zu fasten befreit war, argumentierte Bourguiba, dass das Fasten im Ramadan deshalb auch für Arbeitende – die dadurch ebenfalls als Glaubenskämpfer anzusehen waren – keine Pflicht sei. Auf diese Weise hat er versucht, die alljährliche wirtschaftliche Stagnation in diesem Monat zu beseitigen. Seine diesbezügliche Ansicht wurde im Nachhinein auch von Teilen der islamischen Gelehrsamkeit übernommen.

## Legitimation des Terrors mit dem Dschihadkonzept

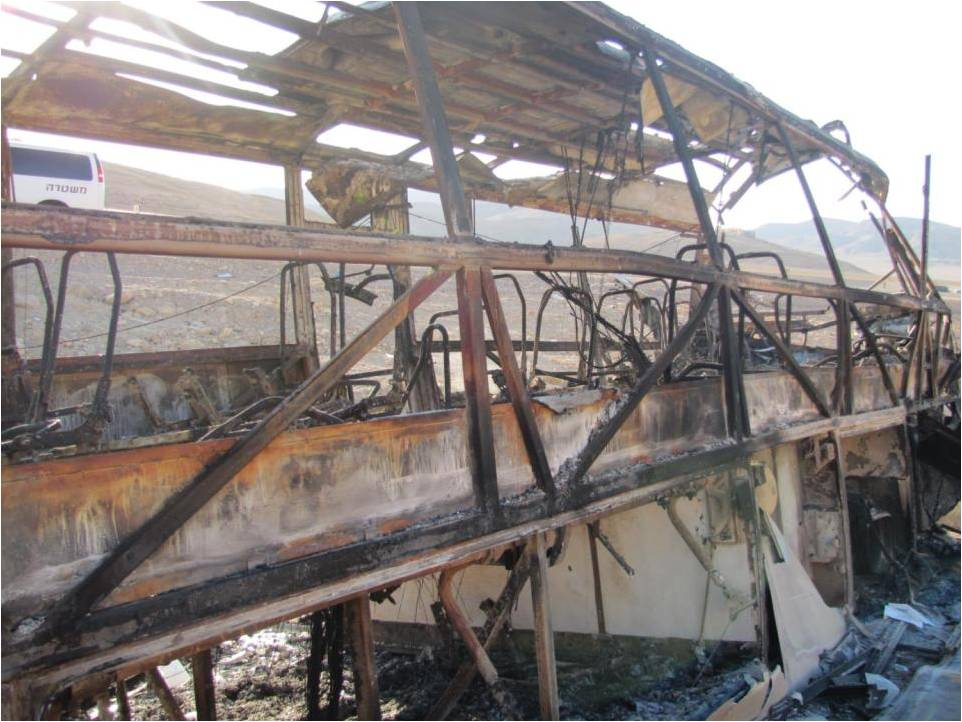
Anschlag auf israelische Zivilisten am 18. August 2011

Im Ersten Weltkrieg richtete Max Freiherr von Oppenheim eine Denkschrift betreffend Die Revolutionierung der islamischen Gebiete unserer Feinde an Kaiser Wilhelm II. Der Aufruf zum Dschihad durch Mehmed V. erfolgte am 11. November 1914.
Bei allen islamistisch motivierten Terroranschlägen der Vergangenheit rechtfertigten die Attentäter ihr Handeln mit dem Verweis auf das Dschihadkonzept. Mehrere islamistische Organisationen führen das Wort Dschihad in ihrem Namen, wie zum Beispiel Islamischer Dschihad und Al-Dschihad. Die ideologische Grundlage für die Mitwirkung am islamistischen Terrorismus liefern die Schriften des mittelalterlichen Gelehrten Ibn Taimīya, vor allem aber des Theoretikers der ägyptischen Muslimbruderschaft Sayyid Qutb, dessen Bücher „Zeichen auf dem Weg“ und „Im Schatten des Korans“ nach seiner Hinrichtung 1966 in der arabischen Welt massenhaft verbreitet wurden.
Selbstmordattentäter werden dabei als Schahīd (Märtyrertum im Islam) bezeichnet, denen ein Platz im Paradies sicher ist.
An sich gilt Suizid im Islam als Sünde, die im Jenseits mit der endlosen Wiederholung des Moments des Todes bestraft wird.
Der Internationale Islamische Gelehrtenrat, der nach den Terroranschlägen am 11. September 2001 Stellung zu islamistisch-extremistisch motivierter Gewalt bezog, verurteilte in dem Manifest von Mekka „Extremismus, Gewalt und Terrorismus“, beteuerte, dass diese „nicht im Geringsten zum Islam gehören“ und hielt fest: „Dschihad ist kein Terrorismus.“
Infolge Anschlägen solcher Art ist es insbesondere in der westlichen Welt zu einer wachsenden Islamkritik wie auch Islamfeindlichkeit gekommen.